# Stefano Tilli
Stefano Tilli (Orvieto, 22 augustus 1962) is een voormalige Italiaanse sprinter, die was gespecialiseerd in de 60, 100 en de 200 m. Hij werd tweemaal Europees indoorkampioen en meervoudig Italiaans kampioen in deze disciplines. Zijn grootste prestaties op internationale toernooien leverde hij als estafetteloper. Sinds 1983 heeft hij het Europees record mede in handen op de zelden gelopen 4 x 200 m estafette. Hij nam viermaal deel aan de Olympische Spelen, maar won hierbij geen medailles.

## Loopbaan
Op 29 september 1983 verbeterde Tilli als slotloper in Cagliari met zijn teamgenoten Carlo Simionato, Giovanni Bongiorni en Pietro Mennea het Europees record op de 4 x 200 m estafette tot 1.21,10. Eerder dat jaar won hij op de 4 x 100 m estafette met zijn teamgenoten Carlo Simionato, Pierfrancesco Pavoni en Pietro Mennea een zilveren medaille op de wereldkampioenschappen van 1983 in Helsinki. Met een nationaal record van 38,37 s eindigden ze achter de estafetteploeg uit de Amerika, die in 37,86 een wereldrecord liep (goud) en voor de estafetteploeg uit de Sovjet-Unie (brons; 38,41).
Op de Olympische Spelen van 1984 in Los Angeles liep Stefano Tilli op de 4 x 100 m estafette met zijn teamgenoten Antonio Ullo, Giovanni Bongiorni en Pietro Mennea naar een vierde plaats. Vier jaar later werd hij in Seoel vijfde in dezelfde discipline.
In 1996 en 2000 nam Tilly ook deel aan de Olympische Spelen, maar reikte niet verder dan de series respectievelijk de kwart-finales.

## Titels
- Europees indoorkampioen 60 m - 1983
- Europees indoorkampioen 200 m - 1985
- Italiaans kampioen 100 m - 1984, 1986, 1989, 1990, 1992, 1997
- Italiaans kampioen 200 m - 1986, 1988, 1991
- Italiaans indoorkampioen 60 m - 1995, 1996, 2000
- Italiaans indoorkampioen 200 m - 1985, 1987

## Persoonlijke records
Outdoor
| Onderdeel | Prestatie | Datum            | Plaats   |
| --------- | --------- | ---------------- | -------- |
| 100 m     | 10,16     | 22 augustus 1984 | Zürich   |
| 200 m     | 20,40     | 9 september 1984 | Cagliari |

Indoor
| Onderdeel | Prestatie         | Datum            | Plaats |
| --------- | ----------------- | ---------------- | ------ |
| 60 m      | 6,59              | 27 februari 2000 | Gent   |
| 200 m     | 20,52 (ex-WR; NR) | 21 februari 1985 | Turijn |

## Palmares

### 60 m
- 1983:  EK indoor - 6,63 s

### 100 m
- 1983:  Middellandse Zeespelen - 10,29 s
- 1984: 4e EK - 10,20 s
- 1987:  Middellandse Zeespelen - 10,41 s
- 1996: 6e in serie OS - 10,38 s
- 1999:  Europacup - 10,32 s
- 2000: 6e in ¼ fin. OS - 10,27 s

### 200 m
- 1983:  EK indoor - 20,77 s
- 1987:  Middellandse Zeespelen - 20,76 s (wind)
- 1989:  Grand Prix Finale - 20,48 s
- 1989:  Europacup - 20,66 s
- 1991:  Middellandse Zeespelen - 20,73 s
- 1989:  Europacup - 20,79 s

### 4 x 100 m
- 1983:  WK - 38,37 s (NR)
- 1984: 4e OS - 38,87 s
- 1988: 5e OS - 38,54 s
- 1991: 5e WK - 38,52 s